# Physematium indusiosum
Physematium indusiosum — вид родини вудсієвих (Woodsiaceae), що зростає в Китаї.

## Біоморфологічна характеристика
Рослина 25–50 см. Кореневище висхідне, вершина густо вкрита лускою; луска бура, широко-ланцетна, до 1 см, ціла. Листки кластеризовані; стеблина листка 3–11 см, у діаметрі 1–2 мм, ламка, густо вкрита лускою, волоски рідкісні коли молоді, середня і верхня частини голі; пластинка 1-перисто-перисто-розділена, ланцетна, 25–40 × 5–6.5 см, трав'яниста, густо вкрита волосками і залозами на обох поверхнях, основа послаблена, вершина загострена; рахіс із волосками і розсіяними коричневими, вузько-ланцетними лусочками; пера 25–30 пар, розлогі або злегка косі, сидячі, нижні — зменшені до часточок, середні — найбільші, ланцетні, 2–3.5 см × 3–10 мм, вершина тупа; часточок 7–12 пар, супротивні, розлогі, пів-еліптичні, базальні — найбільші, 3–5 мм, хвилясті. Соруси складаються з 4–8 спорангій. 2n = 74.

## Середовище проживання
Зростає в Китаї (пн.-зх. Юньнань, пд.-зх. Сичуань) й можливо Бутані. 
Населяє скелі в широколистяних лісах; на висотах 2100–3200 метрів.